# Cortijo Nuevo 1ra. Sección
Cortijo Nuevo 1ra. Sección är en ort i Mexiko.   Den ligger i kommunen Tenosique och delstaten Tabasco, i den sydöstra delen av landet, 900 km öster om huvudstaden Mexico City. Cortijo Nuevo 1ra. Sección ligger 103 meter över havet och antalet invånare är 199.
Terrängen runt Cortijo Nuevo 1ra. Sección är lite kuperad. Runt Cortijo Nuevo 1ra. Sección är det glesbefolkat, med 11 invånare per kvadratkilometer. Närmaste större samhälle är Certeza, 19,4 km norr om Cortijo Nuevo 1ra. Sección. I omgivningarna runt Cortijo Nuevo 1ra. Sección växer i huvudsak städsegrön lövskog.